# Albert Victor van Clarence
Prins Albert Victor, hertog van Clarence en Avondale (Engels: Albert Victor Christian Edward) (Windsor,  8 januari 1864 – Sandringham House, 14 januari 1892) was een lid van de Britse koninklijke familie. Hij was de oudste zoon van Albert Edward, de prins van Wales en latere koning Edward VII van het Verenigd Koninkrijk, en Alexandra van Denemarken, de prinses van Wales en latere koningin Alexandra. Ten tijde van zijn geboorte was zijn grootmoeder koningin als Victoria van het Verenigd Koninkrijk. Hij werd tweede in lijn van de troonopvolging, alleen zijn vader ging hem voor. Hij werd echter nooit koning, hij stierf nog voor zijn vader en grootmoeder. Hij was de favoriete kleinzoon van koningin Victoria.
Hij werd in zijn familie Eddy genoemd en stond bij het grote publiek dan ook bekend als prins Eddy. Ook historici duiden hem meestal aan met zijn roepnaam. Toen Albert Victor jonger was heeft hij veel gereisd, vooral in zijn tijd bij de marine. Toen hij ouder was ging hij bij de landmacht, maar hij mocht niet deelnemen aan militaire campagnes. Zijn vader, Albert Edward, mocht in zijn jongere jaren ook niet deelnemen aan campagnes, vooral omdat hij te dicht bij de troon stond. Na twee mislukte pogingen om hem uit te huwelijken, werd hij in het najaar van 1891 verloofd met prinses Victoria Mary van Teck. Een paar weken na de verloving stierf Albert Victor aan een longontsteking. Victoria Mary van Teck trouwde later met Albert Victors jongere broer, prins George, de hertog van York, die in 1910 koning werd als George V van het Verenigd Koninkrijk. Victoria Mary werd toen koningin Mary.
Albert Victors intellect, seksualiteit en gezond verstand zijn vaak het onderwerp geweest en zelfs nog steeds in onze tijd, van veel speculatie. Geruchten brachten hem in verband met een schandaal waarin hij een homoseksueel bordeel bezocht, ook al is er geen duidelijk bewijs dat hij homoseksueel was. In de jaren 60 werd geopperd dat hij weleens de beruchte seriemoordenaar Jack the Ripper zou kunnen zijn, maar al spoedig werd bewezen dan hij op het moment van die moorden niet in de buurt had kunnen zijn.

## Jeugd
Prins Albert Victor werd twee maanden te vroeg geboren op 8 januari 1864 in Frogmore House te Windsor, Berkshire. Koningin Victoria had de wens uitgesproken dat de nieuwe prins Albert Victor zou heten, maar hij werd al snel bekend als Eddy. Als kleinkind van de Britse monarch in mannelijke lijn, kreeg hij bij zijn geboorte de titel Zijne Koninklijke Hoogheid Prins Albert Victor van Wales.

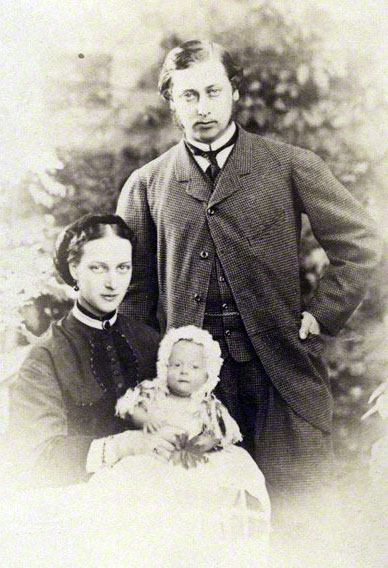
Albert Victor als baby in de armen van zijn moeder. Daarachter zijn vader, Albert Edward, prins van Wales.

Albert Victor werd gedoopt in de privékapel van Buckingham Palace op 10 maart 1864 door Charles Thomas Longley, aartsbisschop van Canterbury. Zijn peetouders waren zijn grootmoeder aan vaderskant, koningin Victoria, de oom van koningin Victoria, koning Leopold I van België, zijn grootvader aan moederskant, koning Christiaan IX van Denemarken, de tante van zijn vader prinses Alexandrine van Baden de vrouw van hertog Ernst II van Saksen-Coburg en Gotha, zijn tante aan vaderskant, kroonprinses Victoria van Pruisen, zijn oom aan vaderskant Alfred, de hertog van Edinburgh, Willem van Hessen-Kassel en Louise Carolina van Hessen.

## Opvoeding
Toen Albert Victor zeventien maanden oud was werd zijn broertje geboren, prins George van Wales, op 3 juni 1865. In 1871 werd door koningin Victoria John Neale Dalton aangewezen als leraar van de jongens. De twee prinsen kregen een streng programma voor hun studie, waaronder spelletjes en militaire oefeningen, ze kregen ook les over wetenschappelijke onderwerpen. Dalton klaagde vaak over het feit dat Albert Victors geest 'ongewoon sluimerend' was. Hij leerde wel Deens, maar zijn vordering in andere talen was minder goed. Albert Victor was intellectueel nooit erg sterk. Lady Geraldine Somerset gaf Dalton de schuld voor de slechte opvoeding van Albert Victor. Sir Henry Ponsonby dacht dat Albert Victor misschien de doofheid van zijn moeder had geërfd.

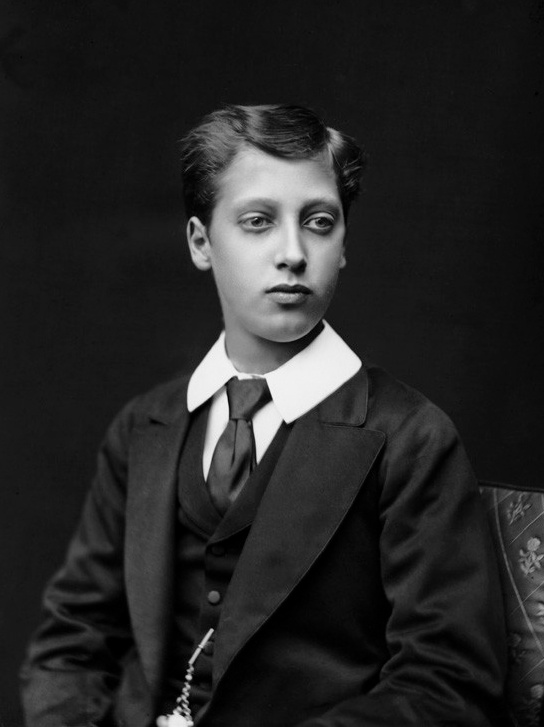
Prins Eddy in 1875.

In 1885 werd hij naar het leger gestuurd en trad in dienst bij het Tiende Huzaren Cavalerie Regiment. In 1890 werd hij hertog van Clarence en Avondale en graaf van Athlone.

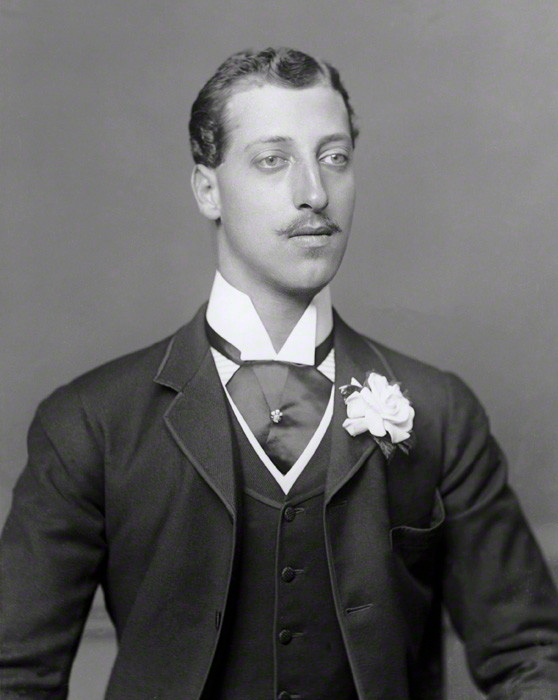
Prins Albert Victor rond 1880.

Tijdens zijn leven werd prins Eddy in verband gebracht met verscheidene schandalen. Zo claimde ene Margery Haddon dat hij bij haar (tijdens zijn verblijf in Brits-Indië) een zoon, Clarence Guy Gordon Haddon, had verwekt. Ook zou hij een van de hooggeplaatste personen zijn geweest die betrokken waren bij de Cleveland Street Schandaal (in Cleveland Street stond een bordeel met gigolo’s. Prins Eddy zou een regelmatige bezoeker zijn geweest van dit bordeel).

## Huwelijkspolitiek
Meerdere vrouwen werden voor Albert Victor uitgekozen, voor het welslagen van de huwelijkspolitiek. De eerste, in 1889, was prinses Alix van Hessen-Darmstadt, maar zij was niet geïnteresseerd in hem en weigerde zijn aanbod. Zij trad later in het huwelijk met een neef van Albert Victor, de latere tsaar Nicolaas II van Rusland, in 1894. De tweede, in 1890, was prinses Hélène Louise van Orléans, een dochter van Philippe van Orléans, graaf van Parijs, en een achterkleinkind van de laatste koning van Frankrijk, Lodewijk Filips I. In het begin was koningin Victoria zeer tegen dit huwelijk omdat Hélène Louise rooms-katholiek was. Victoria schreef haar kleinkind dat er nog andere kleinkinderen van haar beschikbaar waren, zoals prinses Margaretha van Pruisen, en dat zij een goede vrouw voor hem zou zijn. Maar er gebeurde niets met haar suggestie. Prinses Hélène Louise werd verliefd op de prins en wilde met hem trouwen, Albert Victor wilde voor haar zijn rechten op de troon opgeven. Sinds de Act of Settlement (1701) was het troonopvolgers immers niet toegestaan te trouwen met een katholieke prinses. Het voorgenomen huwelijk werd niet goedgekeurd door de vader van Helène Louise. Helène Louise reisde persoonlijk naar Rome om daar paus Leo XIII te ontmoeten, en om te pleiten voor hun huwelijk. Leo XIII was het echter eens met de vader van Helène Louise, en daardoor kwam er een einde aan de affaire. Helène Louise werd later hertogin van Aosta, als vrouw van Emanuel Filibert van Aosta, een zoon van koning Amadeus I van Spanje.

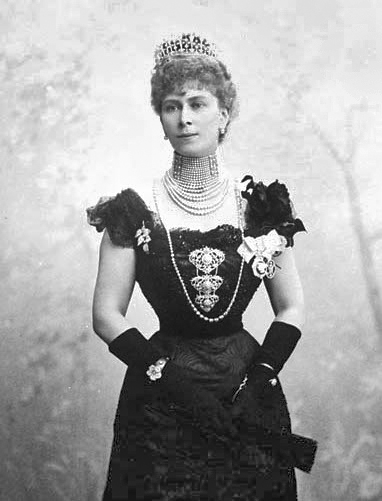
De verloofde van Albert Victor, prinses Victoria Mary van Teck (op latere leeftijd, als hertogin van York)

Rond augustus 1890 werd Albert Victor onderzocht door meerdere artsen, maar hij schreef in brieven dat het enkel griep of jicht was geweest. In 1891 schreef Albert Victor aan Lady Sybil St. Clair Eskine, dat hij weer verliefd was, maar hij vertelde niet op wie. Maar in deze tijd diende een andere mogelijke bruid zich aan, prinses Victoria Mary van Teck. Mary was de dochter van een nicht van koningin Victoria, prinses Maria Adelheid van Cambridge, de hertogin van Teck. Koningin Victoria was zeer positief over dit huwelijk en steunde dit dan ook zeer. Victoria vond Mary een ideale (toekomstige) koningin, knap en verstandig. Op 3 december 1891 stelde Albert Victor, tot grote verrassing van de koningin, een huwelijk voor aan Mary op Luton Hoo, de residentie van de Deense ambassadeur van Engeland. Het huwelijk stond gepland voor 27 februari 1892.

## Overlijden
Dit kon echter allemaal niet doorgaan. Prins Albert Victor stierf op 14 januari 1892, zes weken voor het huwelijk. Hij stierf aan een longontsteking. Mary van Teck zou later trouwen met de jongere broer van Albert Victor, George. De dood van Albert Victor raakte de prins van Wales heel diep en hij was ontroostbaar. "To lose our eldest son", schreef Edward, "is one of those calamities one can never really get over". ("Het verlies van onze oudste zoon is een van de calamiteiten die men nooit echt te boven kan komen.") Edward vertelde aan koningin Victoria, "I would have given my life for him, as I put no value on mine". ("Ik zou mijn leven hebben gegeven voor hem, want aan het mijne hecht ik geen waarde"). Ook zijn moeder, Alexandra, kwam nooit helemaal over zijn dood heen. Zij hield een van zijn kamers in de stijl zoals hij hem had achtergelaten.
Albert Victor is bijgezet in de Albert Memorial Chapel dicht bij de St. George’s Chapel te Windsor Castle.

## Kwartierstaat (voorouders)
| Ernst I van Saksen-Coburg en Gotha (1784-1844) | Ernst I van Saksen-Coburg en Gotha (1784-1844) | Ernst I van Saksen-Coburg en Gotha (1784-1844) | Ernst I van Saksen-Coburg en Gotha (1784-1844) | Ernst I van Saksen-Coburg en Gotha (1784-1844) | Ernst I van Saksen-Coburg en Gotha (1784-1844) | Louise van Saksen-Gotha-Altenburg (1800-1831) | Louise van Saksen-Gotha-Altenburg (1800-1831) | Louise van Saksen-Gotha-Altenburg (1800-1831) | Louise van Saksen-Gotha-Altenburg (1800-1831) | Louise van Saksen-Gotha-Altenburg (1800-1831)      | Louise van Saksen-Gotha-Altenburg (1800-1831)      |                                                    |                                                    | Eduard August van Kent (1767-1820)                 | Eduard August van Kent (1767-1820)                 | Eduard August van Kent (1767-1820)               | Eduard August van Kent (1767-1820)               | Eduard August van Kent (1767-1820)               | Eduard August van Kent (1767-1820)               | Victoire van Saksen-Coburg-Saalfeld ((1786-1861) | Victoire van Saksen-Coburg-Saalfeld ((1786-1861) | Victoire van Saksen-Coburg-Saalfeld ((1786-1861) | Victoire van Saksen-Coburg-Saalfeld ((1786-1861) | Victoire van Saksen-Coburg-Saalfeld ((1786-1861) | Victoire van Saksen-Coburg-Saalfeld ((1786-1861) |  |  | Frederik Willem van Sleeswijk-Holstein-Sonderburg-Glücksburg (1785-1831) | Frederik Willem van Sleeswijk-Holstein-Sonderburg-Glücksburg (1785-1831) | Frederik Willem van Sleeswijk-Holstein-Sonderburg-Glücksburg (1785-1831) | Frederik Willem van Sleeswijk-Holstein-Sonderburg-Glücksburg (1785-1831) | Frederik Willem van Sleeswijk-Holstein-Sonderburg-Glücksburg (1785-1831) | Frederik Willem van Sleeswijk-Holstein-Sonderburg-Glücksburg (1785-1831) | Louise Caroline van Hesse-Kassel (1789-1867) | Louise Caroline van Hesse-Kassel (1789-1867) | Louise Caroline van Hesse-Kassel (1789-1867) | Louise Caroline van Hesse-Kassel (1789-1867) | Louise Caroline van Hesse-Kassel (1789-1867) | Louise Caroline van Hesse-Kassel (1789-1867) |                                      |                                      | Willem van Hessen-Kassel (1787-1867) | Willem van Hessen-Kassel (1787-1867) | Willem van Hessen-Kassel (1787-1867)                  | Willem van Hessen-Kassel (1787-1867)                  | Willem van Hessen-Kassel (1787-1867)                  | Willem van Hessen-Kassel (1787-1867)                  | Louise Charlotte van Denemarken (1789-1864)           | Louise Charlotte van Denemarken (1789-1864)           | Louise Charlotte van Denemarken (1789-1864) | Louise Charlotte van Denemarken (1789-1864) | Louise Charlotte van Denemarken (1789-1864) | Louise Charlotte van Denemarken (1789-1864) |  |  |  |  |  |  |  |  |  |  |  |  |  |  |  |  |  |  |  |  |  |  |  |  |  |  |  |  |  |  |  |  |  |  |  |  |  |  |  |  |  |  |  |  |  |  |  |  |
| Ernst I van Saksen-Coburg en Gotha (1784-1844) | Ernst I van Saksen-Coburg en Gotha (1784-1844) | Ernst I van Saksen-Coburg en Gotha (1784-1844) | Ernst I van Saksen-Coburg en Gotha (1784-1844) | Ernst I van Saksen-Coburg en Gotha (1784-1844) | Ernst I van Saksen-Coburg en Gotha (1784-1844) | Louise van Saksen-Gotha-Altenburg (1800-1831) | Louise van Saksen-Gotha-Altenburg (1800-1831) | Louise van Saksen-Gotha-Altenburg (1800-1831) | Louise van Saksen-Gotha-Altenburg (1800-1831) | Louise van Saksen-Gotha-Altenburg (1800-1831)      | Louise van Saksen-Gotha-Altenburg (1800-1831)      |                                                    |                                                    | Eduard August van Kent (1767-1820)                 | Eduard August van Kent (1767-1820)                 | Eduard August van Kent (1767-1820)               | Eduard August van Kent (1767-1820)               | Eduard August van Kent (1767-1820)               | Eduard August van Kent (1767-1820)               | Victoire van Saksen-Coburg-Saalfeld ((1786-1861) | Victoire van Saksen-Coburg-Saalfeld ((1786-1861) | Victoire van Saksen-Coburg-Saalfeld ((1786-1861) | Victoire van Saksen-Coburg-Saalfeld ((1786-1861) | Victoire van Saksen-Coburg-Saalfeld ((1786-1861) | Victoire van Saksen-Coburg-Saalfeld ((1786-1861) |  |  | Frederik Willem van Sleeswijk-Holstein-Sonderburg-Glücksburg (1785-1831) | Frederik Willem van Sleeswijk-Holstein-Sonderburg-Glücksburg (1785-1831) | Frederik Willem van Sleeswijk-Holstein-Sonderburg-Glücksburg (1785-1831) | Frederik Willem van Sleeswijk-Holstein-Sonderburg-Glücksburg (1785-1831) | Frederik Willem van Sleeswijk-Holstein-Sonderburg-Glücksburg (1785-1831) | Frederik Willem van Sleeswijk-Holstein-Sonderburg-Glücksburg (1785-1831) | Louise Caroline van Hesse-Kassel (1789-1867) | Louise Caroline van Hesse-Kassel (1789-1867) | Louise Caroline van Hesse-Kassel (1789-1867) | Louise Caroline van Hesse-Kassel (1789-1867) | Louise Caroline van Hesse-Kassel (1789-1867) | Louise Caroline van Hesse-Kassel (1789-1867) |                                      |                                      | Willem van Hessen-Kassel (1787-1867) | Willem van Hessen-Kassel (1787-1867) | Willem van Hessen-Kassel (1787-1867)                  | Willem van Hessen-Kassel (1787-1867)                  | Willem van Hessen-Kassel (1787-1867)                  | Willem van Hessen-Kassel (1787-1867)                  | Louise Charlotte van Denemarken (1789-1864)           | Louise Charlotte van Denemarken (1789-1864)           | Louise Charlotte van Denemarken (1789-1864) | Louise Charlotte van Denemarken (1789-1864) | Louise Charlotte van Denemarken (1789-1864) | Louise Charlotte van Denemarken (1789-1864) |  |  |  |  |  |  |  |  |  |  |  |  |  |  |  |  |  |  |  |  |  |  |  |  |  |  |  |  |  |  |  |  |  |  |  |  |  |  |  |  |  |  |  |  |  |  |  |  |
|                                                |                                                |                                                |                                                |                                                |                                                |                                               |                                               |                                               |                                               |                                                    |                                                    |                                                    |                                                    |                                                    |                                                    |                                                  |                                                  |                                                  |                                                  |                                                  |                                                  |                                                  |                                                  |                                                  |                                                  |  |  |                                                                          |                                                                          |                                                                          |                                                                          |                                                                          |                                                                          |                                              |                                              |                                              |                                              |                                              |                                              |                                      |                                      |                                      |                                      |                                                       |                                                       |                                                       |                                                       |                                                       |                                                       |                                             |                                             |                                             |                                             |  |  |  |  |  |  |  |  |  |  |  |  |  |  |  |  |  |  |  |  |  |  |  |  |  |  |  |  |  |  |  |  |  |  |  |  |  |  |  |  |  |  |  |  |  |  |  |  |
|                                                |                                                |                                                |                                                | Albert van Saksen-Coburg en Gotha (1819-1861)  | Albert van Saksen-Coburg en Gotha (1819-1861)  | Albert van Saksen-Coburg en Gotha (1819-1861) | Albert van Saksen-Coburg en Gotha (1819-1861) | Albert van Saksen-Coburg en Gotha (1819-1861) | Albert van Saksen-Coburg en Gotha (1819-1861) |                                                    |                                                    |                                                    |                                                    |                                                    |                                                    | Victoria van het Verenigd Koninkrijk (1819-1901) | Victoria van het Verenigd Koninkrijk (1819-1901) | Victoria van het Verenigd Koninkrijk (1819-1901) | Victoria van het Verenigd Koninkrijk (1819-1901) | Victoria van het Verenigd Koninkrijk (1819-1901) | Victoria van het Verenigd Koninkrijk (1819-1901) |                                                  |                                                  |                                                  |                                                  |  |  |                                                                          |                                                                          |                                                                          |                                                                          | Christiaan IX van Denemarken (1818-1906)                                 | Christiaan IX van Denemarken (1818-1906)                                 | Christiaan IX van Denemarken (1818-1906)     | Christiaan IX van Denemarken (1818-1906)     | Christiaan IX van Denemarken (1818-1906)     | Christiaan IX van Denemarken (1818-1906)     |                                              |                                              |                                      |                                      |                                      |                                      | Louise van Hessen-Kassel (1817-1898)                  | Louise van Hessen-Kassel (1817-1898)                  | Louise van Hessen-Kassel (1817-1898)                  | Louise van Hessen-Kassel (1817-1898)                  | Louise van Hessen-Kassel (1817-1898)                  | Louise van Hessen-Kassel (1817-1898)                  |                                             |                                             |                                             |                                             |  |  |  |  |  |  |  |  |  |  |  |  |  |  |  |  |  |  |  |  |  |  |  |  |  |  |  |  |  |  |  |  |  |  |  |  |  |  |  |  |  |  |  |  |  |  |  |  |
|                                                |                                                |                                                |                                                | Albert van Saksen-Coburg en Gotha (1819-1861)  | Albert van Saksen-Coburg en Gotha (1819-1861)  | Albert van Saksen-Coburg en Gotha (1819-1861) | Albert van Saksen-Coburg en Gotha (1819-1861) | Albert van Saksen-Coburg en Gotha (1819-1861) | Albert van Saksen-Coburg en Gotha (1819-1861) |                                                    |                                                    |                                                    |                                                    |                                                    |                                                    | Victoria van het Verenigd Koninkrijk (1819-1901) | Victoria van het Verenigd Koninkrijk (1819-1901) | Victoria van het Verenigd Koninkrijk (1819-1901) | Victoria van het Verenigd Koninkrijk (1819-1901) | Victoria van het Verenigd Koninkrijk (1819-1901) | Victoria van het Verenigd Koninkrijk (1819-1901) |                                                  |                                                  |                                                  |                                                  |  |  |                                                                          |                                                                          |                                                                          |                                                                          | Christiaan IX van Denemarken (1818-1906)                                 | Christiaan IX van Denemarken (1818-1906)                                 | Christiaan IX van Denemarken (1818-1906)     | Christiaan IX van Denemarken (1818-1906)     | Christiaan IX van Denemarken (1818-1906)     | Christiaan IX van Denemarken (1818-1906)     |                                              |                                              |                                      |                                      |                                      |                                      | Louise van Hessen-Kassel (1817-1898)                  | Louise van Hessen-Kassel (1817-1898)                  | Louise van Hessen-Kassel (1817-1898)                  | Louise van Hessen-Kassel (1817-1898)                  | Louise van Hessen-Kassel (1817-1898)                  | Louise van Hessen-Kassel (1817-1898)                  |                                             |                                             |                                             |                                             |  |  |  |  |  |  |  |  |  |  |  |  |  |  |  |  |  |  |  |  |  |  |  |  |  |  |  |  |  |  |  |  |  |  |  |  |  |  |  |  |  |  |  |  |  |  |  |  |
|                                                |                                                |                                                |                                                |                                                |                                                |                                               |                                               |                                               |                                               | Edward VII van het Verenigd Koninkrijk (1841-1910) | Edward VII van het Verenigd Koninkrijk (1841-1910) | Edward VII van het Verenigd Koninkrijk (1841-1910) | Edward VII van het Verenigd Koninkrijk (1841-1910) | Edward VII van het Verenigd Koninkrijk (1841-1910) | Edward VII van het Verenigd Koninkrijk (1841-1910) |                                                  |                                                  |                                                  |                                                  |                                                  |                                                  |                                                  |                                                  |                                                  |                                                  |  |  |                                                                          |                                                                          |                                                                          |                                                                          |                                                                          |                                                                          |                                              |                                              |                                              |                                              | Alexandra van Denemarken (1844-1925)         | Alexandra van Denemarken (1844-1925)         | Alexandra van Denemarken (1844-1925) | Alexandra van Denemarken (1844-1925) | Alexandra van Denemarken (1844-1925) | Alexandra van Denemarken (1844-1925) |                                                       |                                                       |                                                       |                                                       |                                                       |                                                       |                                             |                                             |                                             |                                             |  |  |  |  |  |  |  |  |  |  |  |  |  |  |  |  |  |  |  |  |  |  |  |  |  |  |  |  |  |  |  |  |  |  |  |  |  |  |  |  |  |  |  |  |  |  |  |  |
|                                                |                                                |                                                |                                                |                                                |                                                |                                               |                                               |                                               |                                               | Edward VII van het Verenigd Koninkrijk (1841-1910) | Edward VII van het Verenigd Koninkrijk (1841-1910) | Edward VII van het Verenigd Koninkrijk (1841-1910) | Edward VII van het Verenigd Koninkrijk (1841-1910) | Edward VII van het Verenigd Koninkrijk (1841-1910) | Edward VII van het Verenigd Koninkrijk (1841-1910) |                                                  |                                                  |                                                  |                                                  |                                                  |                                                  |                                                  |                                                  |                                                  |                                                  |  |  |                                                                          |                                                                          |                                                                          |                                                                          |                                                                          |                                                                          |                                              |                                              |                                              |                                              | Alexandra van Denemarken (1844-1925)         | Alexandra van Denemarken (1844-1925)         | Alexandra van Denemarken (1844-1925) | Alexandra van Denemarken (1844-1925) | Alexandra van Denemarken (1844-1925) | Alexandra van Denemarken (1844-1925) |                                                       |                                                       |                                                       |                                                       |                                                       |                                                       |                                             |                                             |                                             |                                             |  |  |  |  |  |  |  |  |  |  |  |  |  |  |  |  |  |  |  |  |  |  |  |  |  |  |  |  |  |  |  |  |  |  |  |  |  |  |  |  |  |  |  |  |  |  |  |  |
|                                                |                                                |                                                |                                                |                                                |                                                |                                               |                                               |                                               |                                               |                                                    |                                                    |                                                    |                                                    |                                                    |                                                    |                                                  |                                                  |                                                  |                                                  |                                                  |                                                  |                                                  |                                                  |                                                  |                                                  |  |  |                                                                          |                                                                          |                                                                          |                                                                          |                                                                          |                                                                          |                                              |                                              |                                              |                                              |                                              |                                              |                                      |                                      |                                      |                                      |                                                       |                                                       |                                                       |                                                       |                                                       |                                                       |                                             |                                             |                                             |                                             |  |  |  |  |  |  |  |  |  |  |  |  |  |  |  |  |  |  |  |  |  |  |  |  |  |  |  |  |  |  |  |  |  |  |  |  |  |  |  |  |  |  |  |  |  |  |  |  |
|                                                |                                                |                                                |                                                |                                                |                                                |                                               |                                               |                                               |                                               |                                                    |                                                    |                                                    |                                                    |                                                    |                                                    |                                                  |                                                  |                                                  |                                                  |                                                  |                                                  |                                                  |                                                  |                                                  |                                                  |  |  |                                                                          |                                                                          |                                                                          |                                                                          |                                                                          |                                                                          |                                              |                                              |                                              |                                              |                                              |                                              |                                      |                                      |                                      |                                      |                                                       |                                                       |                                                       |                                                       |                                                       |                                                       |                                             |                                             |                                             |                                             |  |  |  |  |  |  |  |  |  |  |  |  |  |  |  |  |  |  |  |  |  |  |  |  |  |  |  |  |  |  |  |  |  |  |  |  |  |  |  |  |  |  |  |  |  |  |  |  |
|                                                |                                                |                                                |                                                | Albert Victor van Clarence (1864-1892)         | Albert Victor van Clarence (1864-1892)         | Albert Victor van Clarence (1864-1892)        | Albert Victor van Clarence (1864-1892)        | Albert Victor van Clarence (1864-1892)        | Albert Victor van Clarence (1864-1892)        |                                                    |                                                    | George V van het Verenigd Koninkrijk (1865-1936)   | George V van het Verenigd Koninkrijk (1865-1936)   | George V van het Verenigd Koninkrijk (1865-1936)   | George V van het Verenigd Koninkrijk (1865-1936)   | George V van het Verenigd Koninkrijk (1865-1936) | George V van het Verenigd Koninkrijk (1865-1936) |                                                  |                                                  | Louise van Saksen-Coburg en Gotha (1867-1931)    | Louise van Saksen-Coburg en Gotha (1867-1931)    | Louise van Saksen-Coburg en Gotha (1867-1931)    | Louise van Saksen-Coburg en Gotha (1867-1931)    | Louise van Saksen-Coburg en Gotha (1867-1931)    | Louise van Saksen-Coburg en Gotha (1867-1931)    |  |  | Victoria Alexandra van Saksen-Coburg en Gotha (1868-1935)                | Victoria Alexandra van Saksen-Coburg en Gotha (1868-1935)                | Victoria Alexandra van Saksen-Coburg en Gotha (1868-1935)                | Victoria Alexandra van Saksen-Coburg en Gotha (1868-1935)                | Victoria Alexandra van Saksen-Coburg en Gotha (1868-1935)                | Victoria Alexandra van Saksen-Coburg en Gotha (1868-1935)                |                                              |                                              | Maud van Wales (1869-1938)                   | Maud van Wales (1869-1938)                   | Maud van Wales (1869-1938)                   | Maud van Wales (1869-1938)                   | Maud van Wales (1869-1938)           | Maud van Wales (1869-1938)           |                                      |                                      | Alexander John van Saksen-Coburg en Gotha (1871-1871) | Alexander John van Saksen-Coburg en Gotha (1871-1871) | Alexander John van Saksen-Coburg en Gotha (1871-1871) | Alexander John van Saksen-Coburg en Gotha (1871-1871) | Alexander John van Saksen-Coburg en Gotha (1871-1871) | Alexander John van Saksen-Coburg en Gotha (1871-1871) |                                             |                                             |                                             |                                             |  |  |  |  |  |  |  |  |  |  |  |  |  |  |  |  |  |  |  |  |  |  |  |  |  |  |  |  |  |  |  |  |  |  |  |  |  |  |  |  |  |  |  |  |  |  |  |  |